# Naoko Satō
Naoko Satō (佐藤 直子?, Satō Naoko; 2 gennaio 1955) è un'ex tennista giapponese.

## Carriera
In carriera ha conquistato un titolo di doppio. Nei tornei del Grande Slam ha ottenuto il suo miglior risultato raggiungendo la finale di doppio agli Australian Open nel 1978, in coppia con l'australiana Pam Whytcross.
In Fed Cup ha giocato un totale di 22 partite, ottenendo 10 vittorie e 12 sconfitte.

## Statistiche

### Doppio

#### Vittorie (1)
| Numero | Anno | Torneo                | Superficie | Compagna             | Avversarie in finale        | Punteggio     |
| 1.     | 1982 | Borden Classic, Tokyo | Cemento    | Brenda Remilton-Ward | Laura duPont Barbara Jordan | 2-6, 6-3, 6-3 |